# 2 Pułk Artylerii Przeciwpancernej

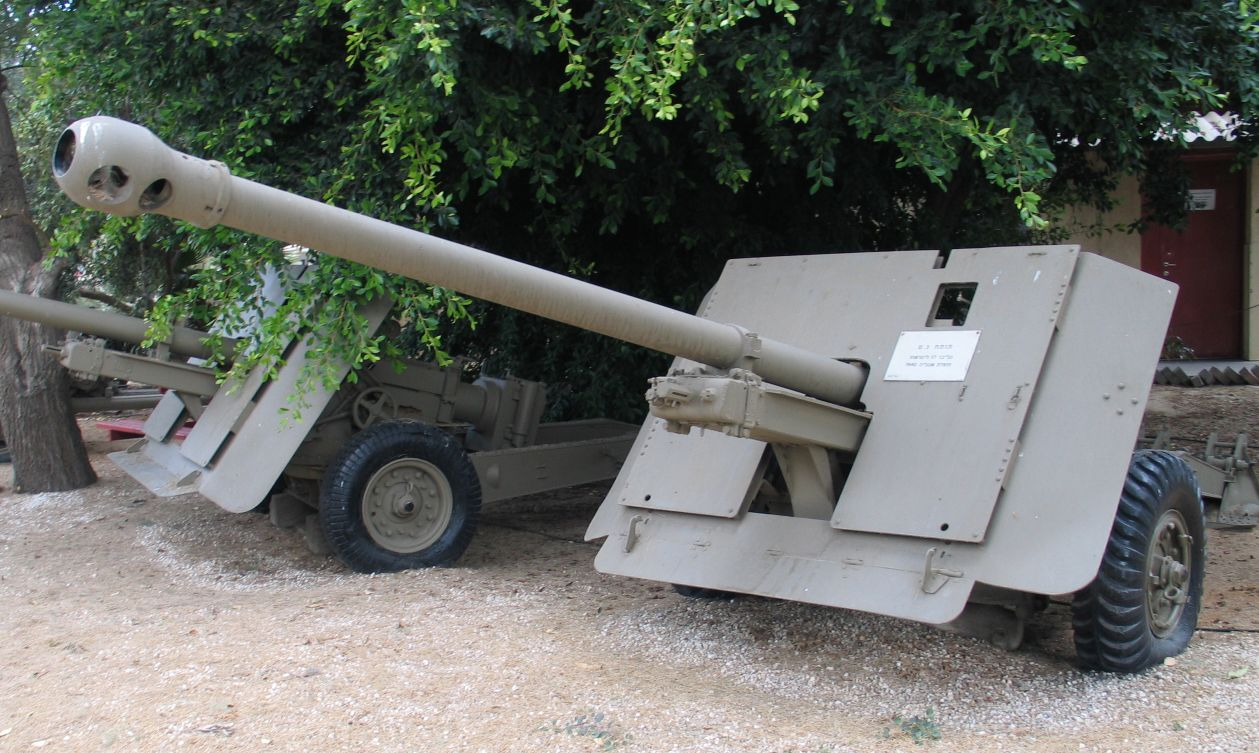
17-funtowa armata ppanc

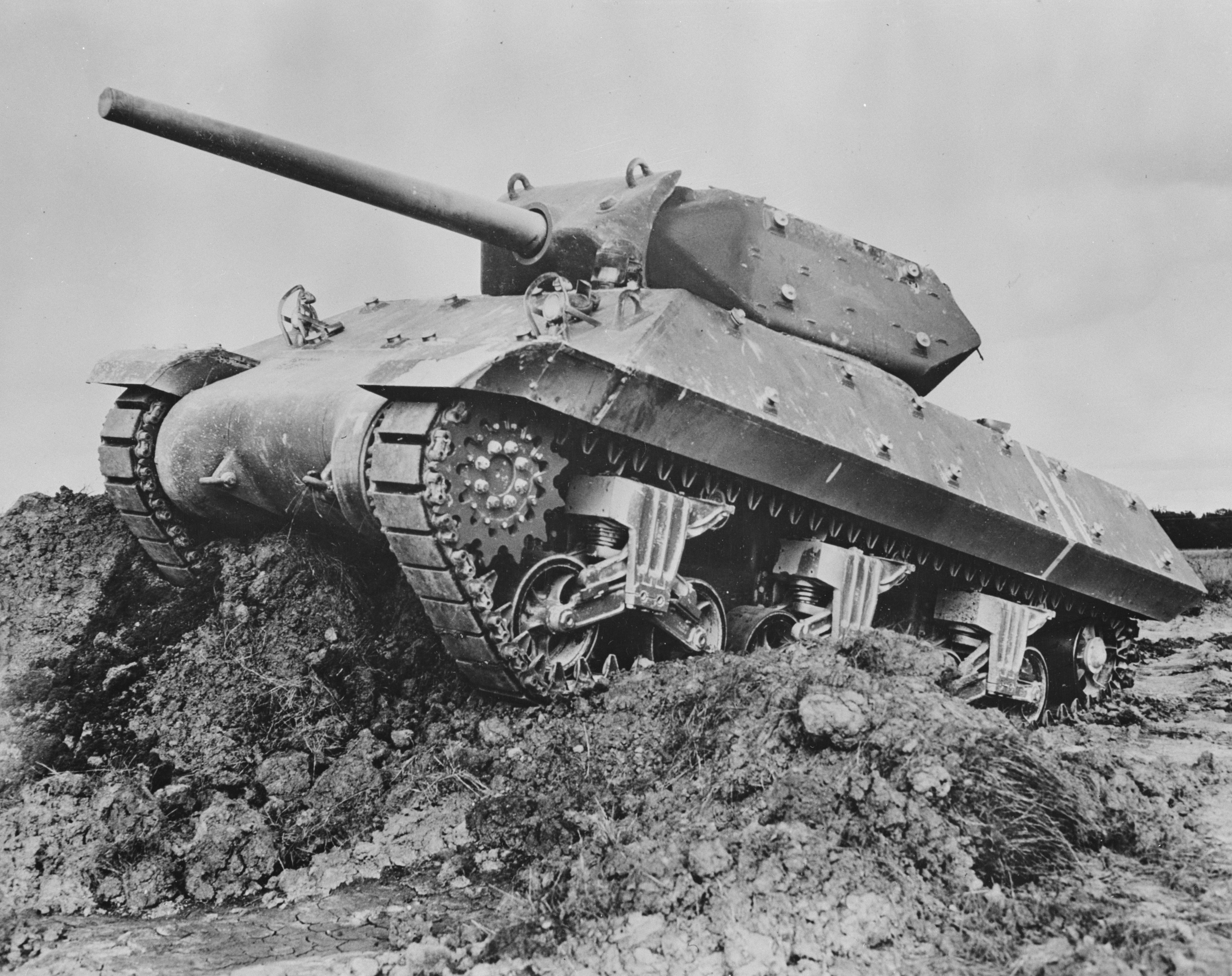
3' M10

2 Pułk Artylerii Przeciwpancernej (2 pappanc) – oddział artylerii przeciwpancernej Polskich Sił Zbrojnych.
Pułk został sformowany 1 czerwca 1945 roku we Włoszech, w składzie 2 Warszawskiej Dywizji Pancernej. Przeznaczony był do zwalczania wszelkiego rodzaju pojazdów pancernych pociskami o dużej prędkości początkowej i płaskim torze.

## Formowanie i zmiany organizacyjne
6 stycznia 1945 roku w San Domenico we Włoszech w ramach zgrupowania 16 Pomorskiej Brygady Piechoty sformowany został 16 Pomorski Dywizjon Artylerii Przeciwpancernej. Do końca marca 1945 roku dywizjon osiągnął pełny stan organizacyjny, osobowy oraz otrzymał niezbędne uzbrojenie. Posiadał dwie baterie wyposażone w armaty przeciwpancerne 6-funtowe i jedną baterię z armatami 17-funtowymi. Braki występowały w zakresie środków łączności i służby warsztatowo-naprawczej. Przystąpiono do intensywnego szkolenia. Na podstawie rozkazu Dowództwa 2 KP ldz. 2039/204/AG/Tj z dnia 15 czerwca 1945 rozpoczęto przeformowanie dywizjonu na 2 Pułk Artylerii Przeciwpancernej w składzie: I i II dywizjony przeciwpancerne ciągnione (I dywizjon powstał z 16 dywizjonu) oraz III i IV dywizjony samobieżne wyposażone w działa samobieżne 3' M10. Pułk został podporządkowany pod dowództwo Artylerii Dywizyjnej 2 Warszawskiej Dywizji Pancernej.

## Obsada dowódcza pułku
Dowódca pułku
- p.o. mjr Antoni Nowosadowski[3]

Zastępca dowódcy
- mjr Ksawery Masiak[3]

## Struktura organizacyjna
- Dowództwo 2 Pułku Artylerii Przeciwpancernej
- 2 dywizjony artylerii przeciwpancernej
  - 3 baterie artylerii przeciwpancernej
    - 2 działa 3-calowe M-10
- 2 dywizjony artylerii przeciwpancernej
  - 3 baterie 17-funtowych armat ppanc